# 韓有美
韓有美（韓語：한유미，1982年2月5日—），女，韓國排球運動員，前韓國國家女子排球隊隊員，已於2018年退役。現為KBS n sports排球轉播解說員。

## 簡歷
2012年7月，韓有美代表韓國出戰英國倫敦舉行的奥林匹克运动会女子排球比賽。

## 演藝活動
- 2020年：Channel E《玩的姐姐 노는언니》（固定節目）